# Sainte-Agnès (Isère)
 Sainte-Agnès  es una población y comuna francesa, en la región de Ródano-Alpes, departamento de Isère, en el distrito de Grenoble y cantón de Domène.

## Demografía
| 313 | 241 | 228 | 308 | 406 | 455 |
| Para los censos de 1962 a 1999 la población legal corresponde a la población sin duplicidades (Fuente: INSEE [Consultar]) |     |     |     |     |     |